# O dětech a zvířátkách
O dětech a zvířátkách je pohádková knížka od českého spisovatele Eduarda Petišky, která poprvé vyšla v roce 1955. Kniha obsahuje 12 krátkých kapitol, které jsou vhodné i pro nejmladší posluchače. Každá kapitola obsahuje ilustrace od známého českého režiséra a výtvarníka animovaných filmů pro děti, Zdeňka Milera. Každá kapitola přináší dětem ponaučení, jak se správně chovat. K tomuto správnému chování pomáhají dětem zvířátka.

## Děj
V knize najdeme mnoho krátkých příběhů o tom, jak se děti setkávají se zvířaty, jak je pozorují a jak se spřátelují. Jednotlivé příběhy jsou psány v humorném stylu. Příběhy nejsou spolu přímo provázány, takže každý z nich představuje samostatnou, uzavřenou jednotku.
Příběhy se odehrávají v různých situacích, například na venkovských loukách, v lese, na školním hřišti nebo v rodinných domech. Hlavními hrdiny jsou děti a zvířátka, která se stávají jejich přáteli. Děti se učí respektovat přírodu a zvířata, rozvíjejí svou empatii a poznávají svět okolo sebe.
Mezi příběhy najdeme například příběh o pejskovi, kočičce a koblížku, ve kterém si zvířátka spletou koblížek s měsícem. V knize se také objevují příběhy o kohoutu nebo uhlíčku. Celkově je kniha „O dětech a zvířátkách“ optimistická a pozitivní, plná humoru a nadsázky. Kniha přináší radost a zábavu dětem i dospělým a je považována za klasiku české dětské literatury.

## Seznam jednotlivých příběhů
- Jak koťátko hledalo mlíčko
- Co si přáli zajíček a myš
- O uhlíčku
- O červeném kohoutu
- Jak si hrál pejsek s králíkem
- O zeleném vajíčku
- Pes, kočka a koblížek
- Pyšný kohout
- Jak ztratila ještěrka ocásek
- O koťátku, které nechtělo číst
- Jak Martínek stonal
- Jak žába vyskočila na měsíc
- Veliký sníh

## Přijetí díla a jeho interpretace
Čtenáři ocenili autentické vyprávění a humor, který je pro Petiškovy knihy typický. Texty jsou srozumitelné, jednoduché vtipné, což dětem umožňuje lépe porozumět a bavit se z příběhů. Ilustrace jsou kresleny jednoduše, ale barevně a srozumitelně, což zajišťuje, že i děti, které ještě neumějí číst, mohou snadno pochopit, o čem se v příběhu mluví. Celkově lze tedy knihu „O dětech a zvířátkách“ doporučit jako výbornou četbu pro děti i dospělé, kteří chtějí dětem předat pozitivní poselství o vztahu k přírodě a zvířatům. Text patří mezi Petiškova jemně lyrická, drobná antropomorfizovaná vyprávění.
Podle Václava Stejskala je kniha spíše „pedagogickou črtou“ ve stylu Malinské nebo Jirotkové, přičemž schopnost nápodoby dětského jazyka a logiky jim sice dodává na bezprostřednosti, avšak jinak zde Petiška teprve hledá svůj autorský hlas.